# Contemporary Concepts
| Recensione | Giudizio |
| ---------- | -------- |
| AllMusic   |          |

Contemporary Concepts è un album di Stan Kenton, pubblicato dalla casa discografica Capitol Records nel 1955.

## Tracce

### LP
Lato A
1. What's New? – 5:38 (testo: Johnny Burke – musica: Bob Haggart) – Registrato il 20 luglio 1955
2. Stella by Starlight – 5:08 (testo: Ned Washington – musica: Victor Young) – Registrato il 20 luglio 1955
3. I've Got You Under My Skin – 5:28 (Cole Porter) – Registrato il 20 luglio 1955

Lato B
1. Cherokee – 3:05 (Ray Noble) – Registrato il 20 luglio 1955
2. Stompin' at the Savoy – 4:34 (musica: Benny Goodman, Chick Webb, Edgar Sampson) – Registrato il 22 luglio 1955
3. Yesterdays – 5:35 (testo: Otto Harbach – musica: Jerome Kern) – Registrato il 20 luglio 1955
4. Limelight – 3:05 (Gerry Mulligan) – Registrato il 20 luglio 1955

### CD
Edizione CD del 2003, pubblicato dalla Capitol Jazz Records (7243 5 42310 2 5)
1. What's New – 5:38 (testo: Johnny Burke – musica: Bob Haggart)
2. Stella by Starlight – 5:08 (testo: Ned Washington – musica: Victor Young)
3. I've Got You Under My Skin – 5:28 (Cole Porter)
4. Cherokee – 3:05 (Ray Noble)
5. Stompin' at the Savoy – 4:34 (musica: Benny Goodman, Chick Webb, Edgar Sampson)
6. Yesterdays – 5:35
7. Limelight – 3:05 (Gerry Mulligan)
8. Sunset Tower – 3:11 (musica: Stan Kenton) – Traccia bonus - Registrato il 22 luglio 1955
9. Opus in Chartreuse – 2:33 (musica: Gene Roland) – Traccia bonus - Registrato il 22 luglio 1955
10. Opus in Turquoise – 2:54 (musica: Gene Roland) – Traccia bonus - Registrato il 9 febbraio 1956 al Goldwyn Studios, Los Angeles, California
11. Opus in Beige – 2:26 (musica: Gene Roland) – Traccia bonus - Registrato il 12 dicembre 1956 al Capitol Studios, Los Angeles, California

## Musicisti
- Stan Kenton – pianoforte, direttore orchestra
- Stan Kenton – arrangiamenti (brano: Sunset Tower)
- Bill Hollman – arrangiamenti (eccetto brani: Limelight e Sunset Tower)
- Gerry Mulligan – arrangiamenti (brano: Limelight)
- Gene Roland – arrangiamenti (brano: Opus in Chartreuse)
- Ed Leddy – tromba
- Al Porcino – tromba
- Sam Noto – tromba
- Stu Williamson – tromba
- Bobby Clark – tromba
- Bob Fitzpatrick – trombone
- Carl Fontana – trombone
- Kent Larsen – trombone
- Gus Chappell – trombone
- Don Kelly – trombone basso
- Lennie Niehaus – sassofono alto
- Charlie Mariano – sassofono alto
- Bill Perkins – sassofono tenore
- Dave Van Kriedt – sassofono tenore
- Don Davidson – sassofono baritono
- Ralph Blaze – chitarra
- Max Bennett – contrabbasso
- Mel Lewis – batteria

Opus in Turquoise
- Stan Kenton – piano, direttore orchestra
- Gene Roland – arrangiamenti
- Ed Leddy – tromba
- Vinnie Tano – tromba
- Sam Noto – tromba
- Lee Katzman – tromba
- Phil Gilbert – tromba
- Bob Fitzpatrick – trombone
- Carl Fontana – trombone
- Kent Larsen – trombone
- Don Kelly – trombone basso
- Irving Rosenthal – corno francese
- Fred Fox – corno francese
- Jay McAllister – tuba
- Lennie Niehaus – sassofono alto
- Bill Perkins – sassofono tenore
- Spencer Sinatra – sassofono tenore
- Jack Nimitz – sassofono baritono
- Ralph Blaze – chitarra
- Curtis Counce – contrabbasso
- Mel Lewis – batteria

Opus in Beige
- Stan Kenton – pianoforte, direttore orchestra
- Gene Roland – arrangiamenti
- Ed Leddy – tromba
- Pete Candoli – tromba
- Lee Katzman – tromba
- Phil Gilbert – tromba
- Don Paladino – tromba
- Bob Fitzpatrick – trombone
- Kent Larsen – trombone
- Jim Amlotte – trombone
- Kenny Shroyer – trombone basso
- Jay McAllister – tuba
- Lennie Niehaus – sassofono alto
- Charlie Mariano – sassofono alto
- Bill Perkins – sassofono tenore
- Richie Kamuca – sassofono tenore
- Pepper Adams – sassofono baritono
- Ralph Blaze – chitarra
- Curtis Counce – contrabbasso
- Mel Lewis – batteria [1]

Note aggiuntive
- Bob Martin e Bill Putnam – produttore [2]
- Kurt Reichert – foto copertina album originale [3]